# 2-04-46
2-04-46 — типовий проєкт дитячого садка на 120 місць 1955 року, архітектор І. Р. Каменська, інститут Гіпроздрав при Міністерстві охорони здоров'я СРСР. Будівлі за проєктом зводилися в Росії й Україні.
Дуже схожим є проєкт 2-04-41 1956 р., розроблений в інституті Гипрогор, що відрізняється додатковим вікном на бічних фасадах.

## Опис
Цегляна двоповерхова будівлю з П-подібним пляном. Розміри в осях 32,4×20,9 м. Довгі фасади симетричні. Висота цоколю 0,75 м, до карнизу 7,6 м. Висота поверхів 3,3 м.

## Будівлі вКиєві

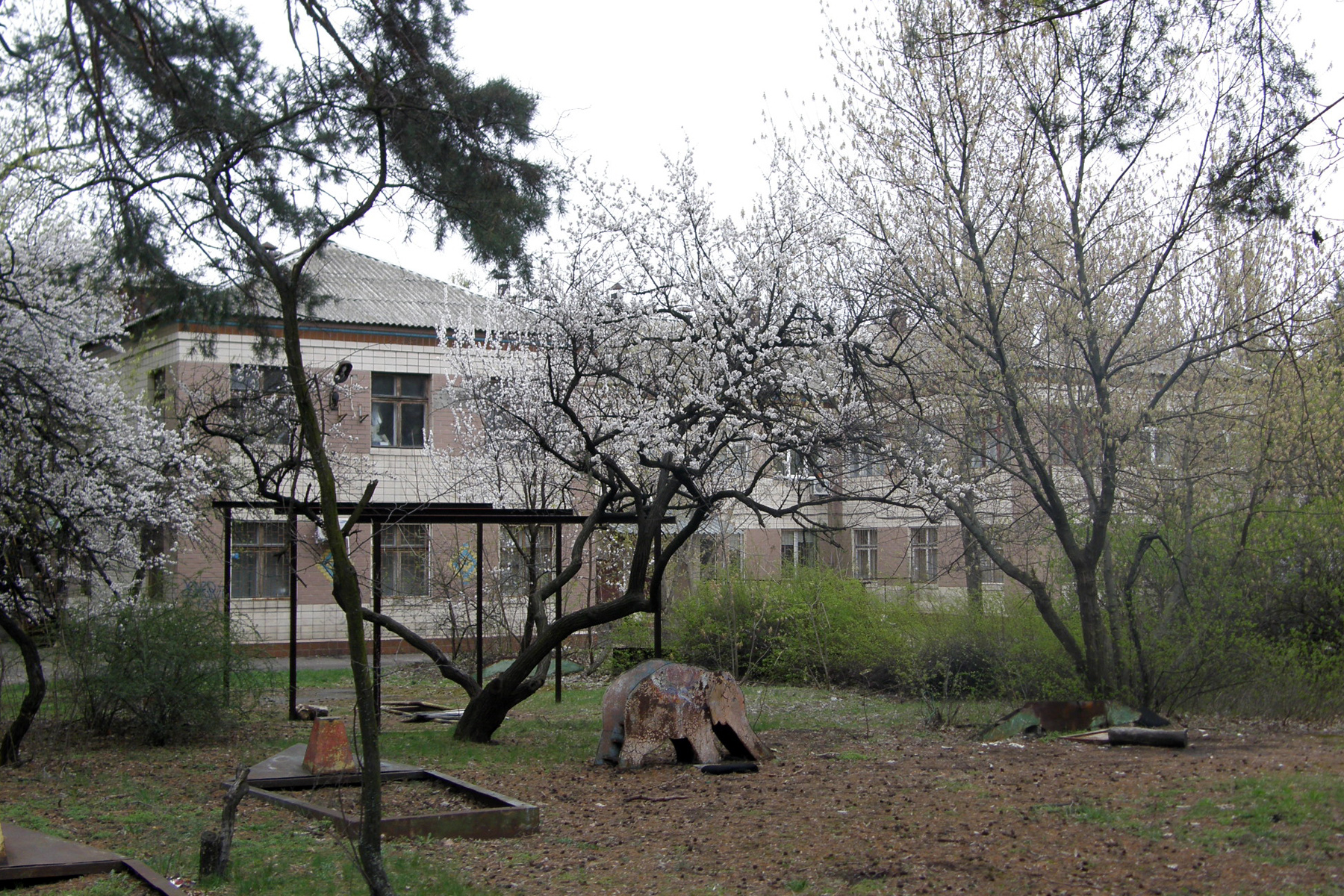
Дарниця, дитячий садок № 244
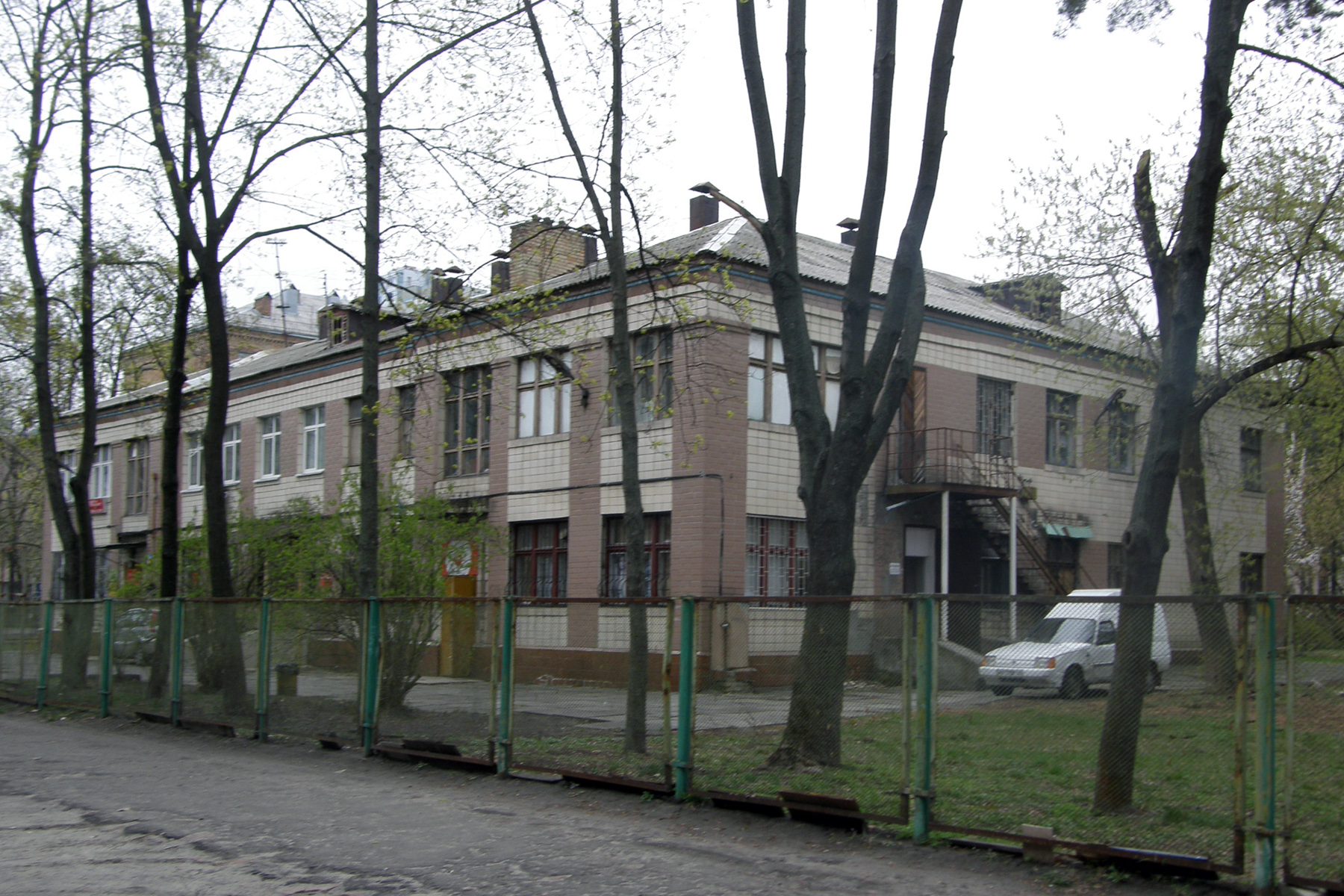
дитячий садок № 244
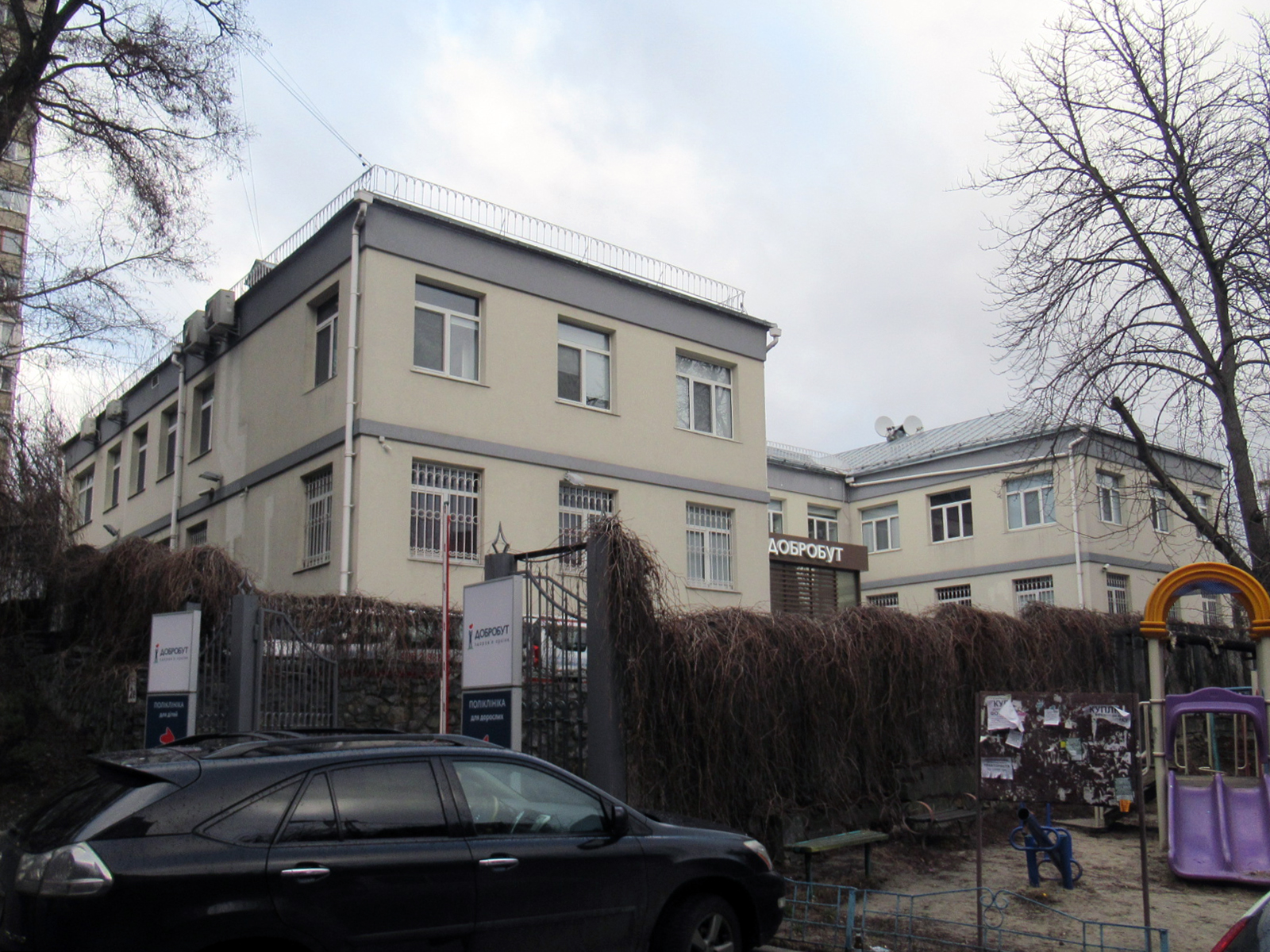
Татарка, дитяча клініка «Добробут»